# حسین کرد (فیلم)
حسین کرد فیلمی به کارگردانی و نویسندگی اسماعیل کوشان محصول سال ۱۳۴۵ است.

## خلاصه داستان
حسین کرد شبستری چوپان سردار مسیح خان، فری ناز، دختر سردار، را از دست عده‌ای راهزن نجات می‌دهد و پس از طی ماجراهای پهلوانی و قهرمانانه شاه عباس او را به عنوان داروغه پایتخت می‌گمارد و اسباب ازدواج حسین و فری ناز را فراهم می‌کند.

## بازیگران
- ایلوش  در نقش حسین کرد شبستری
- تقی ظهوری  در نقش لوتی حیدر
- سهیلا  در نقش فریناز
- ناصر ملک مطیعی  در نقش شاه عباس
- منوچهر نوذری  در نقش الله وردی خان
- غلامحسین بهمنیار در نقش
- صابر آتشین
- منوچهر وثوق در نقش اسکندر